# Robert Wierinckx
Robert Wierinckx (Ixelles, 12 d'abril de 1915 - Rixensart, 29 de desembre de 2002) va ser un ciclista belga que fou professional entre 1934 i 1939. En el seu palmarès destaca una victòria d'etapa al Tour de França de 1936.

## Palmarès
- 1934
  - 1r a la Brussel·les-Luxemburg-Montdorf
  - 1r al Circuit de l'Oest
- 1936
  - Vencedor d'una etapa al Tour de França
- 1937
  - 1r al Circuit de Morbihan
- 1938
  - Vencedor de 3 etapes a la Volta a Alemanya

### Resultats al Tour de França
- 1936. Abandona (15a etapa). Vencedor d'una etapa
- 1937. Abandona (17a etapa)